# Trolltindene

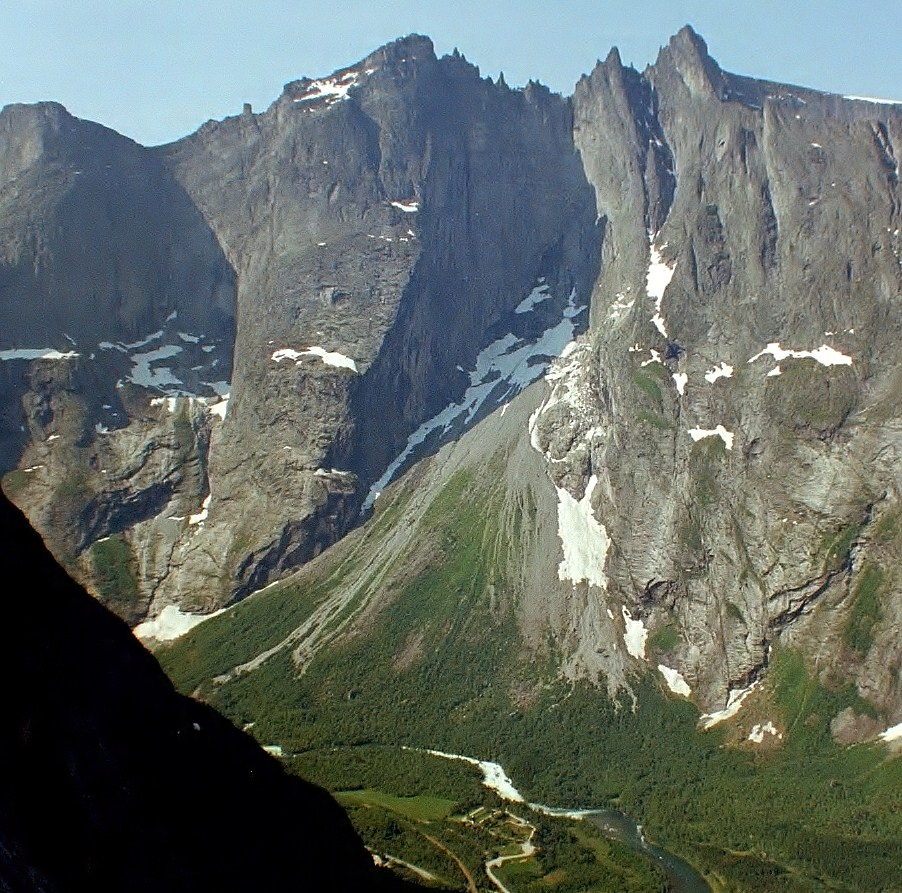
Trollveggen zwischen den Gipfeln Trollryggen (Bildmitte) und Store Trolltinden (rechts)

Die Trolltindene (Bokmål) oder Trolltindan (Nynorsk), deutsch die Trollgipfel, sind ein Gebirgsmassiv in Norwegen. Es ist für seine steilen Felswände, insbesondere die bis zu 1000 Meter hohe Trollwand (Trollveggen) bekannt. Verwechslungsmöglichkeit besteht mit dem Trolltindan am Raftsund.

## Topographie
Das Gebirge liegt südlich von Åndalsnes in der Kommune Rauma im Verwaltungsbezirk Møre og Romsdal. Es trennt die Täler Romsdalen im Osten und Isterdalen im Westen. Die Berge der Trolltindene haben felsigen Charakter und fallen insbesondere ins Romsdalen hin mit steilen Felswänden ab. In den Gipfelregionen treten auch kleinere Vergletscherungen auf.
Der höchste Gipfel des Massivs liegt mit dem 1797 moh. hohen Breitinden im Süden des Massivs. Zweithöchster Gipfel ist der Store Trolltinden (Großer Trollgipfel) mit 1788 moh. im Norden,
dritthöchster der Trollryggen mit 1725 moh. Zwischen diesen zwei Gipfeln erstreckt sich auf der Ostseite die Trollveggen.

## Trollveggen
Die Trollveggen (Trollwand) ist Europas höchste Steilwand und ragt ca. 1700 Meter über die Talsohle. Der lotrechte Teil der Wand ist bis zu 1000 m hoch und hängt bis zu 50 Meter über.
1965 wurde die Wand erstmals von einem norwegischen und englischen Team innerhalb 14 Tagen durchstiegen. Die Teams wählten unterschiedliche Routen, wobei das norwegische Team einen Tag früher auf dem Gipfel war. Die Route der englischen Seilschaft, die Rimmon Route (Schwierigkeit UIAA V), gilt heute jedoch als der beliebtere Anstieg. 1974 durchstieg sie ein Team um Wojciech Kurtyka erstmals im Winter. Vier Jahre später wurde sie erstmals frei geklettert. Mittlerweile sind über zehn Routen durch die Wand bekannt, die meisten davon sind große Bigwall-Klettereien. 
Die Wand war ein begehrter Startplatz für Base-Jumper, bis nach mehreren Todesfällen 1986 ein Verbot ausgesprochen wurde.